# L'Art préhistorique en bande dessinée
L'Art préhistorique en bande dessinée est une série de bande dessinée de Éric Le Brun, parue aux éditions Glénat. Cette bande dessinée documentaire est consacrée aux principales grottes ornées préhistoriques (grotte Chauvet, grotte de Lascaux, grotte de Niaux...), à l'art mobilier (vénus paléolithique...), et retrace aussi, d'après les dernières connaissances archéologiques, le mode de vie des hommes du Paléolithique supérieur,,.
1. Première époque, L'Aurignacien (préface de Jean Clottes), 2012  (ISBN 9782723486880)
2. Deuxième époque, Gravettien et Solutréen, 2013  (ISBN 9782723495332)
3. Troisième époque, Le Magdalénien (préface de Robert Bégouën), 2018  (ISBN 9782344017845)
4. De l'Aurignacien au Magdalénien (Edition intégrale) , 2022

HS 1. Mon cahier préhisto. La grotte Chauvet-Pont d'Arc (avec Priscille Mahieu), 2016  (ISBN 9782344014462)
HS 2. Mon cahier préhisto. Lascaux et la vallée de la Vézère (avec Priscille Mahieu), 2017  (ISBN 9782344021576)

## Expositions
- (Pré)Histoire ! Illustrations et BD préhistoire, Maison Mégalithes et Landes de Saint-Just, mai/novembre 2018
- La Préhistoire en bande dessinée d'Eric Le Brun, Domaine et musée national d'Archéologie de Saint-Germain-en-Laye, avril 2021/janvier 2022
- Paléo-Bulles (exposition collective), Pôle d'interprétation de la Préhistoire, Les Eyzies, mai 2021/février 2022